# Бердеауе
Бердеауе (њем. Bördeaue) општина је у њемачкој савезној држави Саксонија-Анхалт. Једно је од 21 општинског средишта округа Салцланд. Посједује регионалну шифру (AGS) 15089041.

## Географски и демографски подаци
Површина општине износи 25,4 km². У самом мјесту је, према процјени из 2010. године, живјело 2.006 становника. Просјечна густина становништва износи 79 становника/km².